# Food for Thought (10cc)
Food for Thought is een single van 10cc. Het is afkomstig van hun negende album Windows in the Jungle. Het is alleen in Nederland uitgegeven.
Het liefdeslied geschreven door Eric Stewart en Graham Gouldman ging gepaard met B-kant The Secret Life of Henry, dat niet op het album stond.

## Hitnotering
| "Food for Thought" in de Nederlandse Top 40 -- binnen: week 41/1983 | "Food for Thought" in de Nederlandse Top 40 -- binnen: week 41/1983 | "Food for Thought" in de Nederlandse Top 40 -- binnen: week 41/1983 | "Food for Thought" in de Nederlandse Top 40 -- binnen: week 41/1983 | "Food for Thought" in de Nederlandse Top 40 -- binnen: week 41/1983 | "Food for Thought" in de Nederlandse Top 40 -- binnen: week 41/1983 |
| Week                                                                | 1                                                                   | 2                                                                   | 3                                                                   | 4                                                                   |                                                                     |
| ------------------------------------------------------------------- | ------------------------------------------------------------------- | ------------------------------------------------------------------- | ------------------------------------------------------------------- | ------------------------------------------------------------------- | ------------------------------------------------------------------- |
| Nummer                                                              | 29                                                                  | 23                                                                  | 21                                                                  | 35                                                                  | uit                                                                 |

### Single Top 100
| "Food for Thought" in de Nederlandse Single Top 100 -- binnen: 13-08-1983 | "Food for Thought" in de Nederlandse Single Top 100 -- binnen: 13-08-1983 | "Food for Thought" in de Nederlandse Single Top 100 -- binnen: 13-08-1983 | "Food for Thought" in de Nederlandse Single Top 100 -- binnen: 13-08-1983 | "Food for Thought" in de Nederlandse Single Top 100 -- binnen: 13-08-1983 | "Food for Thought" in de Nederlandse Single Top 100 -- binnen: 13-08-1983 | "Food for Thought" in de Nederlandse Single Top 100 -- binnen: 13-08-1983 |
| Week                                                                      | 1                                                                         | 2                                                                         | 3                                                                         | 4                                                                         | 5                                                                         |                                                                           |
| ------------------------------------------------------------------------- | ------------------------------------------------------------------------- | ------------------------------------------------------------------------- | ------------------------------------------------------------------------- | ------------------------------------------------------------------------- | ------------------------------------------------------------------------- | ------------------------------------------------------------------------- |
| Nummer                                                                    | 41                                                                        | 22                                                                        | 18                                                                        | 25                                                                        | 36                                                                        | uit                                                                       |

Graham Gouldman · Eric Stewart · Kevin Godley · Lol Creme

Paul Burgess · Rick Fenn · Stuart Tosh · Duncan Mackay · Tony O'Malley